# Årets Jazzkommun
Årets jazzkommun utses årligen av Riksförbundet Svensk Jazz och instiftades 1993 av det dåvarande Svenska jazzriksförbundet (SJR).
Hedersutmärkelsen Årets Jazzkommun delas ut för att uppmärksamma den kommun där jazzen gynnats på bästa sätt. Utmärkelsen handlar inte enbart om att pristagaren ska ha insett värdet i jazzen med generösa bidrag som följd, utan främst om kvaliteten på verksamheten och gjorda insatser för jazzen. Priset ska ses som en stimulans till kommun, kulturskola/musikskola och region att fördjupa samarbetet och nå fler och större lyssnargrupper.

## Årets jazzkommun
- 1993: Västerås[1]
- 1994: Umeå
- 1995: Kristianstad
- 1996: Malmö
- 1998: Örebro
- 1999: Eskilstuna[2]
- 2000: Hallsberg[3]
- 2001: Piteå[4]
- 2002: Malmö[5]
- 2003: Helsingborg och Dunkers Kulturhus[6][7]
- 2004: Aneby[8]
- 2006: Örnsköldsvik[9]
- 2007: Halmstad[10]
- 2008: Landstinget Sörmland[11]
- 2009: Karlstad och föreningen Carlstad Jazz[12]
- 2010: Karlskrona och föreningen Jazz i Karlskrona[13]
- 2011: Härnösand och föreningen Öbacka jazz och blues[14]
- 2012: Vänersborg[15]
- 2013: Bollnäs[16]
- 2014: Hässleholm[17]
- 2015: Växjö och Föreningen Jazz i Växjö[18][19]
- 2016: Jönköping[20]
- 2017: ---
- 2018: Vallentuna[21]
- 2019: Norrköping
- 2021: Ystad
- 2023: Vänersborg
- 2024: Umeå